# 책등

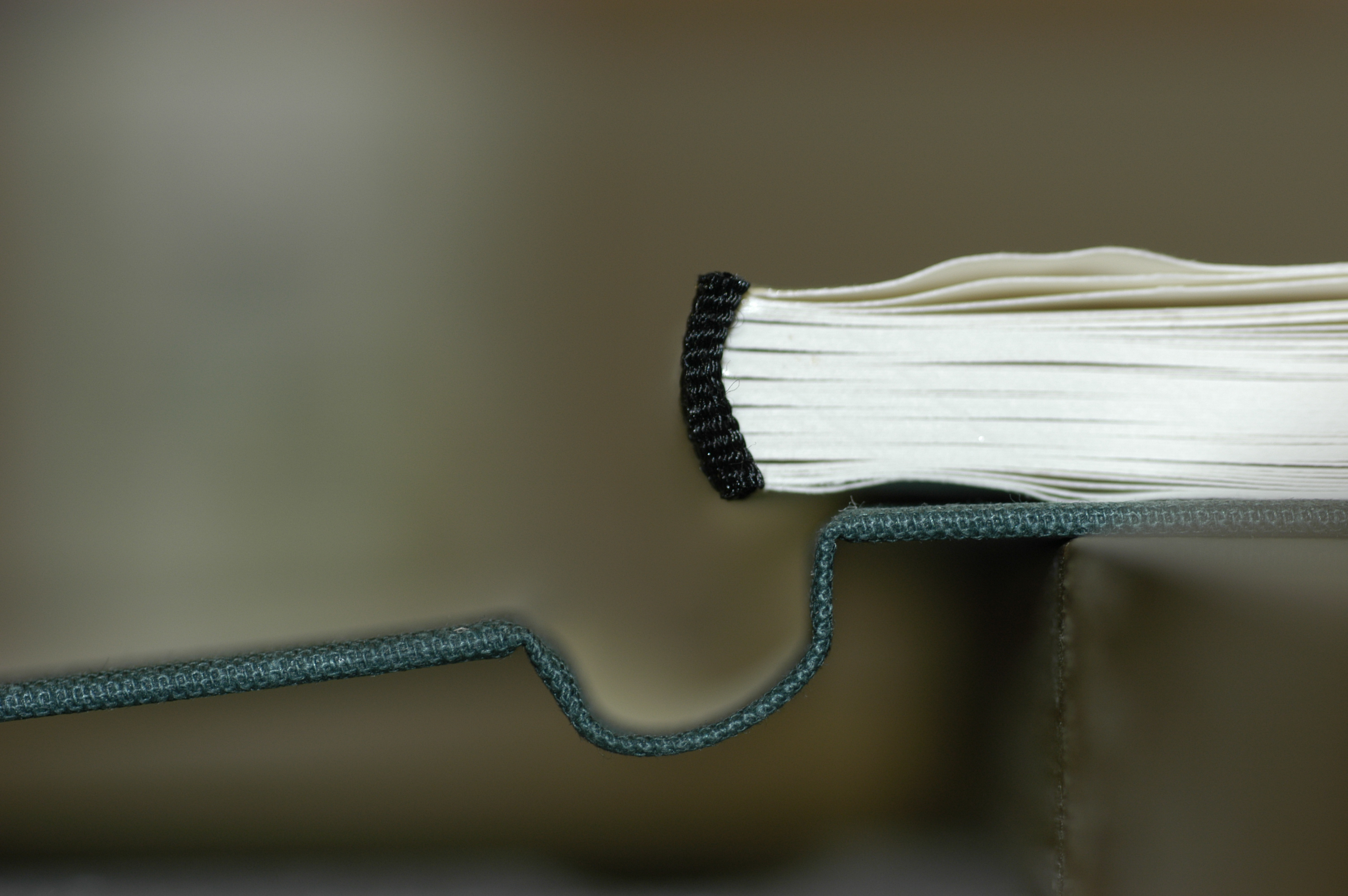

책등은 책을 책꽂이에 꽂았을 때의 보이는, 책 제목 등이 쓰여 있는 옆면을 말한다. 책등은 '세네카'라고도 하는데 이것은 일본어 '세나카(せなか : 背中, 등)'의 잘 못된 표기이다. 표준국어대사전에 '배문자(背文字):책 표지의 등에 박은 글자'라고 나오고, 민중서림 엣센스 일한사전에 'せもじ(背文字), 세모지'라는 발음으로 '배문자, 책 표지의 등에 박은 글자'라는 뜻풀이가 나온다.
접기
명사
- 책 표지의 등에 박은 글자

책등은 책 제작에 사용된 종이의 두께를 고려하여 계산하여야 한다.

## 책등의 크기 계산 식
- 본문 페이지 수/2x종이 두께=책등
- 용지 무게(g)x페이지 수x0.6÷1000=책등

두 방법에서 1mm의 오차가 생길 수 있다.